# 久居史子
久居 史子（ひさい ふみこ）は日本で活動するミュージカル俳優である。東京都立川市出身。劇団四季所属。

## 来歴
立川市立南富士見小学校在学時に夕鶴子供たち役で出演するなどの活動を行い、国立音楽大学附属中学校1年の時にオペラ座の怪人を観劇したのをきっかけに劇団四季入団を意識し、国立音楽大学附属高等学校を経て国立音楽大学に入学した。大学4年の時に劇団四季の入団オーディションを受験するが不合格となり、大学卒業後は藤原歌劇団へ入団した。入団1年目にイタリア留学を経験し、2年目の2002年8月に劇団四季の入団オーディションに合格し、オペラ座の怪人のアンサンブル役で初舞台出演を果たしている。

## 主な出演

### 舞台
- オペラ座の怪人（アンサンブル）
- 間奏曲（2005年コーラス）
- ライオン・キング（アンサンブル5枠）
- 夢から醒めた夢（アンサンブル）
- オンディーヌ（2007年アンサンブル5枠）
- ウエストサイド物語（2007年ソプラノ・ソロ）
- エビータ（2007年ミストレス、2019年アンサンブル4枠）
- 壁抜け男（2007年A夫人（公務員）/共産主義者）
- 美女と野獣（2009年アンサンブル9枠）
- 赤毛のアン（2008年プリシー/店員ルシラ）
- ユタと不思議な仲間たち（2009年小夜子）
- 嵐の中の子どもたち（2010年校長先生）
- サウンド・オブ・ミュージック（2011年シスター・ベルテ）
- マンマ・ミーア!（2012年ロージィ）
- 人間になりたがった猫（2013年トリバー）
- はじまりの樹の神話（2021年アンサンブル）
- エルコスの祈り(2023年ダニエラ)

※括弧内の年は初出演年

### ラジオ
- 皆方流（FMいるか、2012年10月15日[1]）